# Fatboy Slim
Fatboy Slim (nom artístic de Quentin Leo Cook, Bromley, Londres, 13 de juliol de 1963, i també conegut com a Norman Cook) és un músic anglès que compon música electrònica de l'estil big beat. Va deixar d'anomenar-se 'Quentin' i començà a utilitzar el nom de 'Norman' quan encara no havia acabat l'escola, molt abans d'adoptar qualsevol altre pseudònim.